# Synodontis filamentosus
Synodontis filamentosus är en fiskart som beskrevs av Boulenger, 1901. Synodontis filamentosus ingår i släktet Synodontis och familjen Mochokidae. IUCN kategoriserar arten globalt som livskraftig. Inga underarter finns listade i Catalogue of Life.